# John H. Bartlett
John Henry Bartlett, född 15 mars 1869 i Sunapee i New Hampshire, död 19 mars 1952 i Portsmouth i New Hampshire, var en amerikansk politiker (republikan). Han var New Hampshires guvernör 1919–1921.
Bartlett efterträdde 1919 Henry W. Keyes som guvernör och efterträddes 1921 av Albert O. Brown.